# Ernestia pullei
Ernestia pullei es una especie de plantas con flores pertenecientes a la familia Melastomataceae. 

## Taxonomía
Ernestia pullei fue descrita por Henry Allan Gleason y publicado en Recueil des Travaux Botaniques Néerlandais 32: 203. 1935.
Sinonimia
- Brachypremna petiolata Gleason[2]